# Sondre Justad

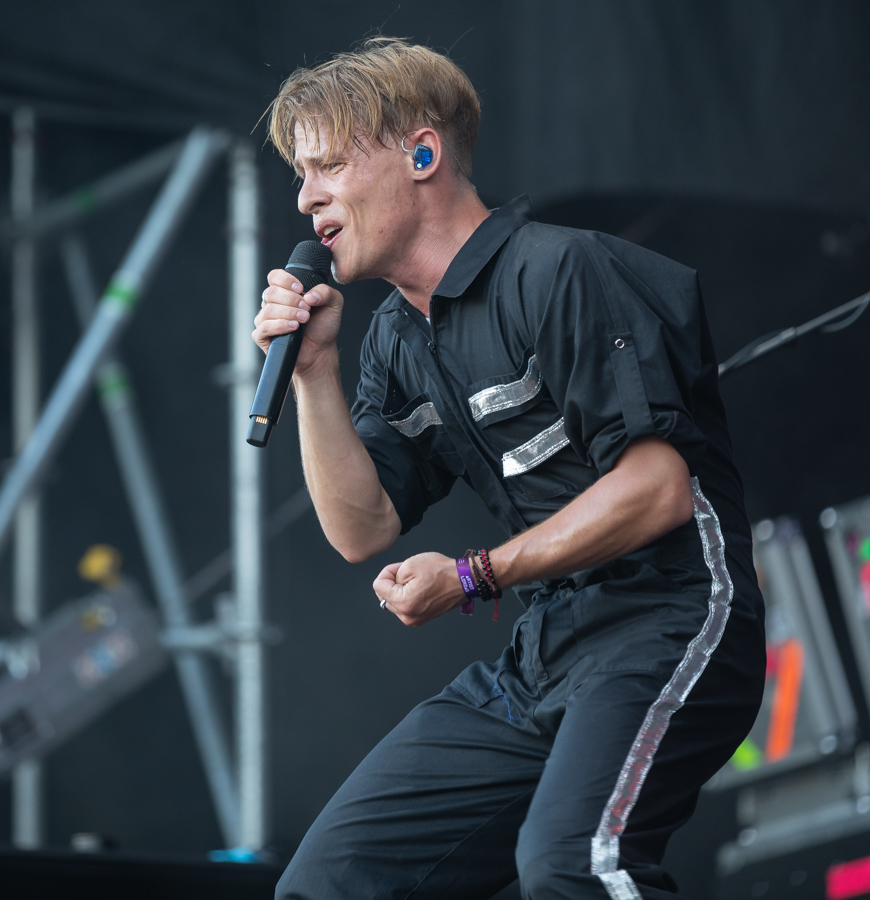
Sondre Justad, 2019

Sondre Justad (* 15. Oktober 1990) ist ein norwegischer Popsänger und Songwriter, der Lieder in norwegischer Sprache veröffentlicht.

## Leben
Justad wuchs auf einem Bauernhof in Henningsvær auf der Inselgruppe Lofoten auf. Er besuchte die Musiklinie der weiterführenden Schule in Bodø. Mit dem Geld, das er als Jugendlicher in der Fischerei verdiente, finanzierte er sich Musikinstrumente und Aufnahmen in einem Musikstudio von Jahn Teigen in Oslo. Als 16-Jähriger veröffentlichte er erstmals eigene Musik. Im Jahr 2012 wurde er an der Hochschule in Nord-Trøndelag (Høgskolen i Nord-Trøndelag) im dritten Versuch für das Schauspielstudium angenommen. Das Studium musste er nach einem Jahr verlassen und er begann daraufhin auf eine Karriere in der Musik zu setzen.
Im Jahr 2014 unterschrieb er einen Vertrag mit dem Musiklabel Petroleum Records und er zog nach Oslo. Mit dem Lied Nu har du mæ schaffte er es, erstmals häufiger im Radio abgespielt zu werden. Es folgten die Singles Det e over, Tilbake und Riv i hjertet. Letztere wurde das meistgespielte Lied in norwegischer Sprache im Jahr 2015. Im Oktober 2015 veröffentlichte er sein Debütalbum Riv i hjertet, welches den sechsten Platz in den norwegischen Musikcharts erreichte und für den Spellemannprisennominiert wurde. Der Kritiker Marius Asp vom Radiosender NRK P3 gab dem Album drei von sechs Punkten und kritisierte unter anderem, dass es keine überraschende Wendung gäbe.
Im Jahr 2016 veröffentlichte er das Lied Tida vi bare va und 2017 gab er die Single Ingenting og Paradis heraus. Sein zweites Album Ingenting i paradis erreichte 2018 Platz vier der norwegischen Albumcharts. In einer Rezension von Torgrim Øyre beim Dagbladet erhielt das Album vier von sechs möglichen Punkten. Øystein Ingebrigtsen von der Zeitung Lofotposten vergab fünf von sechs Punkten und merkte an, dass mehrere neue Ansätze und Überraschungen möglich gewesen wären. Im Sommer 2019 begab er sich auf eine Norwegen-Tournee, in welcher er unter anderem bei 24 Festivals auftrat. Anschließend gab er bekannt, sich nun auf neue Musik zu konzentrieren und längere Zeit nicht mehr auftreten zu wollen. Im Jahr 2021 kehrte er nach zwei Jahren mit der gemeinsam mit der Rapperin Musti aufgenommenen Single Sorry zurück. Mit En anna mæ folgte im März 2022 sein drittes Album. Für das Album erhielt er beim Spellemannprisen 2022 eine Nominierung in der Pop-Kategorie.
Im Oktober 2024 kam der Film Riv i hjertet – En film om Sondre Justad in die norwegischen Kinos.
Im März 2018 äußerte er in Anne Lindmos Talkshow Lindmo, dass er bisexuell sei.

## Stil und Engagement
Justad wird häufiger mit dem schwedischen Sänger Håkan Hellström verglichen, da sie beide alltägliche und persönliche Probleme mit melodischer Popmusik verbänden. Sondre Justad selbst erklärte, dass der Schwede eine Inspiration für seine Musik darstellt. Weitere Vorbilder seien unter anderem Oskar Linnros, Daniel Adams-Ray und Veronica Maggio.
Justad singt in seinem nordnorwegischen Dialekt. Er engagiert sich politisch für seine Heimat Lofoten und trug unter anderem in einer Wahlsendung des norwegischen Rundfunks Norsk rikskringkasting (NRK) ein T-Shirt, auf welchem er Pläne für eine Erdölförderung in seiner Heimat verurteilte. Im Januar 2020 kritisierte er die damalige Energie- und Erdölministerin Sylvi Listhaug, da diese Lizenzen für die weitere Suche nach Erdöl ausgeben ließ.

## Diskografie

### Alben
| Jahr | Titel               | Höchstplatzierung, Gesamtwochen, AuszeichnungChartsChartplatzierungen (Jahr, Titel, Platzierungen, Wochen, Auszeichnungen, Anmerkungen) | Anmerkungen                            |
| Jahr | Titel               | NO | Anmerkungen                            |
| ---- | ------------------- | --- | -------------------------------------- |
| 2015 | Riv i hjertet       | NO6 ×2Doppelplatin · (120 Wo.)NO | Erstveröffentlichung: 22. Oktober 2015 |
| 2018 | Ingenting i paradis | NO4 (44 Wo.)NO | Erstveröffentlichung: 23. März 2018    |
| 2022 | En anna mæ          | NO3 (10 Wo.)NO | Erstveröffentlichung: 25. März 2022    |

### Singles
| Jahr | Titel Album                           | Höchstplatzierung, Gesamtwochen, AuszeichnungChartsChartplatzierungen (Jahr, Titel, Album, Platzierungen, Wochen, Auszeichnungen, Anmerkungen) | Anmerkungen                                     |
| Jahr | Titel Album                           | NO | Anmerkungen                                     |
| ---- | ------------------------------------- | --- | ----------------------------------------------- |
| 2015 | Riv i hjertet                         | NO37 Platin · (4 Wo.)NO | Erstveröffentlichung: 18. September 2015        |
| 2018 | Ikke som de andre Ingenting i paradis | NO26 (6 Wo.)NO | Erstveröffentlichung: 4. Mai 2018               |
| 2019 | Fontena på Youngstorget –             | NO37 (1 Wo.)NO | Erstveröffentlichung: 10. Mai 2019              |
| 2021 | Sorry En anna mæ                      | NO13 (8 Wo.)NO | Erstveröffentlichung: 12. März 2021 feat. Musti |
| 2021 | Pause fra mæ sjøl En anna mæ          | NO34 (1 Wo.)NO | Erstveröffentlichung: 12. November 2021         |
| 2022 | Meininga med livet En anna mæ         | NO21 (1 Wo.)NO |                                                 |

Weitere Singles
- 2015: Tilbake (NO: Gold)
- 2015: Nu har du mæ (NO: Gold)
- 2015: Det e over (NO: Gold)

## Auszeichnungen
Spellemannprisen
- 2015: Nominierung in der Kategorie „Album des Jahres“ für Riv i hjertet
- 2015: Nominierung in der Kategorie „Popsolist“ für Riv i hjertet
- 2015: Nominierung in der Kategorie „Newcomer des Jahres“
- 2018: Nominierung in der Kategorie „Lied des Jahres“ für Ikke som de andre
- 2018: Nominierung in der Kategorie „Album des Jahres“ für Ingenting i paradis
- 2018: Nominierung in der Kategorie „Popkünstler“ für Ingenting i paradis
- 2018: Nominierung in der Kategorie „Musikvideo des Jahres“ für Ikke som de andre
- 2021: Nominierung in der Kategorie „Musikvideo des Jahres“ für Sorry (mit Musti)
- 2022: Nominierung in der Kategorie „Pop“ für En anna mæ

P3 Gull
- 2016: Nominierung in der Kategorie „Lied des Jahres“ für Riv i hjertet
- 2016: Nominierung in der Kategorie „Livekünstler des Jahres“[23]
- 2019: Nominierung in der Kategorie „Lied des Jahres“ für Fontena på Youngstorget
- 2019: Nominierung in der Kategorie „Livekünstler des Jahres“[24]